# Tour de China
El Tour de China (oficialmente: Tour of China) es una carrera ciclista profesional por etapas que se disputa en China.
Su primera edición se disputó en 1995 aunque no ha llegado a disputarse anualmente con regularidad. La mayoría de sus primeras ediciones fueron de categoría 2.5 (excepto la del 1996 que fue de 2.4). Desde la creación de los Circuitos Continentales UCI en 2005 forma parte del UCI Asia Tour, primero dentro de la categoría 2.2 (última categoría del profesionalismo) y en 2011 ascendiendiendo a la categoría 2.1.
El número de etapas ha ido variando teniendo desde las cuatro etapas (ediciones 2002-2005) hasta las siete (más un prólogo) de las ediciones del 1996, 2010 y 2011. Además, desde 2012 se disputan 2 ediciones (Tour de China I y Tour de China II).

## Palmarés

### Tour de China
| Año                               | Ganador              | Segundo             | Tercero           |
| --------------------------------- | -------------------- | ------------------- | ----------------- |
| 1995                              | Viacheslav Yekímov   | Daniele Nardello    | Steve Hegg        |
| 1996                              | Michael Andersson    | Tomasz Brożyna      | Jeff Evanshine    |
| 1997-2001 ediciones no disputadas |                      |                     |                   |
| 2002                              | Makoto Iijima        | Maxim Iglinskiy     | Tonton Susanto    |
| 2003                              | Yoshiyuki Abe        | Jurgen Van de Walle | Kazuyuki Manabe   |
| 2004                              | Koji Fukushima       | Shinichi Fukushima  | Tomasz Kłoczko    |
| 2005                              | Andréi Mizúrov       | Xiaohai Zheng       | Dawid Krupa       |
| 2006-2009 ediciones no disputadas |                      |                     |                   |
| 2010                              | Dirk Müller          | David Tanner        | Daniel Summerhill |
| 2011                              | Muradjan Khalmuratov | Iván Kovaliov       | Alexandr Serov    |

### Tour de China I
| Año  | Ganador               | Segundo            | Tercero            |
| ---- | --------------------- | ------------------ | ------------------ |
| 2012 | Martin Pedersen       | Stefan Schumacher  | Michael Rasmussen  |
| 2013 | Kiril Pozdniakov      | Tino Zaballa       | José Gonçalves     |
| 2014 | Kamil Gradek          | Vitaliy Buts       | Neil Van der Ploeg |
| 2015 | Daniele Colli         | Oleksandr Polivoda | Stanislau Bazhkou  |
| 2016 | Raffaello Bonusi      | Jonas Vingegaard   | Mauricio Ortega    |
| 2017 | Liam Bertazzo         | Joseph Cooper      | Siarhei Papok      |
| 2018 | Juan Sebastián Molano | Damiano Cima       | Jacopo Mosca       |
| 2019 | Jeroen Meijers        | Roy Eefting        | Yauhen Sobal       |

### Tour de China II
| Año  | Ganador           | Segundo              | Tercero          |
| ---- | ----------------- | -------------------- | ---------------- |
| 2012 | Stefan Schumacher | Jenning Huizenga     | Vitali Popkov    |
| 2013 | Alois Kaňkovský   | Daniel Klemme        | Unai Iparragirre |
| 2014 | Borís Shpilevski  | Milan Kadlec         | Kamil Gradek     |
| 2015 | Mattia Gavazzi    | Nicolas Marini       | Borís Shpilevski |
| 2016 | Marco Benfatto    | Riccardo Stacchiotti | Luke Mudgway     |
| 2017 | Kevin Rivera      | Mirko Trosino        | Mauricio Ortega  |
| 2018 | Alejandro Marque  | Artiom Ovechkin      | Kaden Groves     |
| 2019 | Lyu Xianjing      | José Fernandes       | Kevin Rivera     |

## Palmarés por países
| País            | Victorias |
| --------------- | --------- |
| Italia          | 5         |
| Japón           | 3         |
| Rusia           | 3         |
| Alemania        | 2         |
| Kazajistán      | 1         |
| Dinamarca       | 1         |
| Uzbekistán      | 1         |
| República Checa | 1         |
| Polonia         | 1         |
| Suecia          | 1         |
| Costa Rica      | 1         |
| Colombia        | 1         |
| España          | 1         |
| Países Bajos    | 1         |
| China           | 1         |